# Upsala (herrgård)
Upsala är en historisk herrgård i Mount Airy, Philadelphia, Pennsylvania. Den användes av de amerikanska styrkorna, som var förlagda här vid Slaget vid Germantown 1777. 1972 registrerades herrgården hos National Register of Historic Places.